# MuPAD
MuPAD（Multi Processing Algebra Data Tool）是一个商用计算机代数系统。最初由德国帕德博恩大学（Universität Paderborn）Benno Fuchsteiner教授的MuPAD研究小组开发而成，1997年以来，其开发由该研究小组与德国SciFace Software有限公司共同承担。2008年9月，SciFace公司被The MathWorks公司收购，从此MuPAD作为符号数学工具箱（Symbolic Math Toolbox）被包含在MATLAB当中。

Enneper曲面

## 功能
- 数学表达式的符号运算，
- 有线性代数，微分方程，数论，统计等多达数十种的程序包，
- 互动的图像界面，
- 任意精确度的数值分析，
- 亦可以连接Java程序。

## MuPAD代码举例
矩阵运算
```
 
A := matrix( [[1,2],[3,4]] )

 
A+A, -A, 2*A, A*A, A^-1, exp( A ), A.A, A^0, 0*A
```

## 外部連結
- MuPAD Website（页面存档备份，存于）
- SciFace Software GmbH（页面存档备份，存于）
- „MuPAD in Schule und Studium“Website（页面存档备份，存于）
- Artikel im Linux-Magazin über MuPAD